# إيفا إميري دي
إيفا إميري دي (بالإنجليزية: Eva Emery Dye؛ 1855 – 25 فبراير 1947)؛ كاتبة أمريكية، ومؤرخة، وعضو بارز في حركة المطالبة بحق النساء في التصويت. ألفت إيفا عدة روايات تاريخية خيالية، ويُنسب إليها الفضل في «إضفاء الطابع الرومانسي على الغرب الأمريكي القديم، وتحويله إلى ملحمة شاعرية من التوسع الحضاري». ومن أشهر أعمالها رواية الغزو: القصة الحقيقية للويس وكلارك (1902)، وهي جديرة بالذكر لكونها أول عمل أدبي يسلط الضوء على ساكاجاويا باعتبارها شخصية هامة في حد ذاتها.

## نشأتها
وُلدت إيفا لوسيندا إميري في بروفيتستاون، إلينوي، وهي ابنة سايروس وكالورلين ترافتون إميري. جذبت إيفا انتباه من حولها لأول مرة وهي بعمر الخامسة عشرة عندما شرعت في كتابة قصائد باسمها المستعار «جيني جونيبر». نُشرت تلك الأعمال لأول مرة في الجريدة المحلية بروفيتستاون سبايك، ثم نُشرت لاحقًا في عدة جرائد إقليمية أخرى، ما دفعها للسعي وراء طموحاتها الأدبية رغم رفض عائلتها لذلك. رفض والدها أن يدخلها الجامعة، واضطرت للعمل في مجال التدريس حتى ادخرت قدرًا كافيًا من المال للالتحاق بكلية أوبرلين بمفردها.
تخرجت إيفا في عام 1882، وتزوجت زميلها تشالرز هنري دي. ورغم تفوقها الأكاديمي، ظل إنتاجها الأدبي خاملًا حتى عام 1890 عندما قررت الرحيل إلى مدينة أوريغون. وعقب وصولها إلى هناك، أضحى تشالرز دي محاميًا ناجحًا ومستثمرًا عقاريًا، وأضحى الزوجان ثريين في وقت قصير، وذاع صيتهما. شرعت إيفا حينها في كتابة أهم أعمال حياتها، وأرخت فيه بدايات تاريخ إقليم الشمال الغربي الهادئ. علقت إيفا في وقت لاحق قائلةً: «شرعت في الكتابة فور وصولي إلى تلك المدينة التاريخية القديمة الحافلة بالرومانسية، حيث رقدت الآثار التاريخية الجميلة أمامي أينما كنت».

## مسيرتها الأدبية
في عام 2001 كتب ريتشارد إيتولين: «في مطلع القرن العشرين، انتزعت إيفا إميري لقب أشهر باحث تاريخي في مدينة أوريغون من فرانسيس فولر فيكتور. ولكن إيفا وجهت اكتشافاتها الغزيرة نحو أهداف مختلفة: كتابة أعمال الخيال التاريخي».
ألفت إيفا أول أعمالها (ماكلوكين وأوريغون القديمة) في عام 1900 بأسلوب وصفته بـ «خليط عجيب من الحقيقة والخيال والرومانسية والسيرة الشخصية». تحكي تلك الرواية قصة حياة جون ماكلوكين (1784–1857)؛ كبير وسطاء إقليم كولومبيا السابق، والحاكم الفعلي لولاية أوريغون. رغم أن المؤلفة نسجت بعض تفاصيل الكتاب من خيالها (بما في ذلك بعض المشاهد والحوارات المختلقة)، إلا أن هذا الكتاب يستند إلى أبحاث تاريخية دقيقة، بما في ذلك عدة مقابلات مع بعض المستكشفين المسنين ممن كانت لديهم معرفة شخصية بماكلوكين نفسه. خلد هذا الكتاب مكانة إيفا ككاتبة، وساهم في إعادة النظر في دور ماكلوكين في التاريخ الأمريكي. تدخلت إيفا وزوجها عندما خططت السلطات لهدم منزل ماكلوكين القديم، وساهمت في شراء المنزل وإعادة ترميمه حتى صار متحفًا في عام 1910. وهو يُعد الآن جزءًا من موقع فورت فانكوفر الأثري.

### «اكتشاف» ساكاجاويا
شرعت إيفا في دراسة حملة لويس وكلارك الاستكشافية التي وصلت لإقليم الشمال الغربي الهادئ في عام 1805. يروي كتابها التالي (القصة الحقيقية للويس وكلارك) قصة حياة المستكشف ويليام كلارك وأخيه جورج روجرز كلارك (الذي لم يشارك في تلك الحملة). أشاد النقاد بهذا الكتاب لأنه سلط الأضواء على الشخصية التي لم تحظَ باهتمام كبير في الروايات السابقة (ساكاجاويا).

واجهت إيفا صعوبة في الحصول على معلومات تاريخية دقيقة عن ساكاجاويا؛ اختلفت المصادر التاريخية على طريقة التهجئة الصحيحة لاسمها (فقد كتبه لويس وكلارك بثمانية أشكال مختلفة)، ولم يزل تاريخ وفاتها موضع خلاف بين المؤرخين. ذُكر في مشروع تاريخ أوريغون أن:
«ذكرت سجلات الحملة الاستكشافية دور ساكاجاويا في ترجمة لغات السكان الأصليين، وذكرت أيضًا دورها في الإشارة للمعالم المألوفة عند دخولهم أراضي قبيلة شوشوني. ورغم ذلك لا يوجد من الأدلة ما يكفي للجزم بأنها كانت مرشدة الحملة سوى أنها اقترحت أن ممر بوزمان الجبلي أفضل طريق لعبور خط التقسيم القاري».